# Florent Mather
Florent Mather (* 11. Juni 1981) ist ein ehemaliger französischer Snowboarder. Er startete in den Paralleldisziplinen und im Snowboardcross.

## Werdegang
Mather nahm im März 2000 in Livigno erstmals am Snowboard-Weltcup der FIS teil und errang dabei den 45. Platz im Riesenslalom. Zuvor kam er bei den Juniorenweltmeisterschaften 2000 in Berchtesgaden im Parallelslalom und im Parallel-Riesenslalom jeweils auf den 19. Platz. In der Saison 2000/01 fuhr er bei den Juniorenweltmeisterschaften 2001 im Nassfeld auf den achten Platz im Parallelslalom und bei den Weltmeisterschaften 2001 in Madonna di Campiglio auf den 15. Platz im Snowboardcross. In der Saison 2002/03 errang er in Berchtesgaden mit Platz sechs im Snowboardcross seine erste Top-Zehn-Platzierung im Weltcup und den 17. Platz im Gesamtweltcup. In der folgenden Saison holte er im Snowboardcross in Whistler seinen einzigen Weltcupsieg und erreichte zum Saisonende mit dem 18. Platz im Snowboardcross-Weltcup sowie den zehnten Rang im Gesamtweltcup seine besten Gesamtplatzierungen. In der Saison 2004/05 kam er in Nassfeld mit Platz zwei im Snowboardcross erneut aufs Podest und belegte bei den Snowboard-Weltmeisterschaften 2005 in Whistler den 21. Platz im Snowboardcross. Die Saison beendete er auf dem 22. Platz im Snowboardcross-Weltcup. Seinen 47. und damit letzten Weltcup absolvierte er im Januar 2006 in Bad Gastein, welchen er auf dem 57. Platz im Snowboardcross beendete.

## Weltcupsiege und Weltcup-Gesamtplatzierungen

### Weltcupsiege
| Nr. | Datum             | Ort      | Disziplin      |
| --- | ----------------- | -------- | -------------- |
| 1.  | 11. Dezember 2003 | Whistler | Snowboardcross |

### Weltcup-Gesamtplatzierungen
| Saison    | Gesamt | Gesamt | Parallel | Parallel | Snowboardcross | Snowboardcross |
| Saison    | Punkte | Platz  | Punkte   | Platz    | Punkte         | Platz          |
| --------- | ------ | ------ | -------- | -------- | -------------- | -------------- |
| 1999/2000 | 1      | 127.   | -        | -        | -              | -              |
| 2000/01   | 68     | 100.   | -        | -        | 340            | 34.            |
| 2001/02   | -      | -      | 35       | 53.      | 155            | 54.            |
| 2002/03   | 111    | 17.    | 74       | 67.      | 744            | 22.            |
| 2003/04   | 157    | 10.    | 17       | 93.      | 1400           | 18.            |
| 2004/05   | -      | -      | -        | -        | 1204           | 22.            |
| 2005/06   | 14     | 344.   | -        | -        | 14             | 85.            |